# علی‌آباد (بروجرد)
علی‌آباد روستایی است از توابع شهرستان بروجرد در استان لرستان. این روستا در دهستان بردسره در بخش اشترینان این شهرستان قرار دارد.

## جمعیت
بنابر سرشماری مرکز آمار ایران، جمعیت علی‌آباد در سال ۱۳۸۵ برابر با ۲۱ نفر بوده‌است که از این میان ۱۱ نفر مرد و بقیه زن بوده‌اند. این روستا ۵ خانوار دارد.